# 피에르 베이롱
피에르 베이롱(프랑스어: Pierre Veyron, 1903년 10월 1일 ~ 1970년 11월 2일)은 1933년부터 1953년까지 활동한 그랑프리 자동차 경주 드라이버였다.

## 경력
피에르 베이롱은 공학을 공부하기 위해 대학에 입학했다. 베이롱의 친구인 알베르 디보는 베이롱에게 레이싱을 시작하도록 설득했고, 베이롱을 산업가 앙드레 바니에즈에게 소개했으며, 그는 베이롱에게 재정적 지원을 제공했다. 바니에즈는 부가티 타입 37A를 구매했고, 베이롱은 이 차를 몰고 1930년 제네바 그랑프리에서 첫 레이싱 우승을 차지했다.
부가티 창립자 에토레 부가티의 아들인 장 부가티는 1932년에 피에르 베이롱을 테스트 드라이버이자 개발 엔지니어로 고용했다. 베이롱은 부가티 회사 드라이버로 레이스에 참가하여, 1933년과 1934년 베를린 아부스 레이스에서 부가티 타입 51A를 몰고 우승하는 등 많은 승리를 거두었다. 베이롱의 가장 중요한 레이스 우승은 1939년 르망 24시에서 장피에르 위미유와 함께 부가티 타입 57S 탱크를 공동 운전하여 차지한 우승이다.
제2차 세계 대전 동안, 베이롱은 독일 점령에 맞서 프랑스 레지스탕스에 가담했다. 전쟁 중 그의 공로로, 프랑스 공화국은 1945년에 그에게 레지옹 도뇌르 훈장을 수여했다.
전쟁 후, 베이롱은 계속해서 레이스를 했지만, 그의 주요 관심사는 가족과 그의 석유 시추 기술 회사였다. 베이롱은 1970년 에즈에서 사망했다.
부가티 오토모빌 S.A.S.는 베이롱을 기리기 위해 베이론 16.4 슈퍼카의 이름을 지었다.

## 레이싱 기록

### 르망 24시 전체 결과
| 연도  | 팀                                | 공동 드라이버      | 차량                 | 클래스 | 랩  | Pos.         | Class Pos.   |
| ----- | --------------------------------- | ------------------ | -------------------- | ------ | --- | ------------ | ------------ |
| 1934  | 로저 라브릭 (개인 참가자)         | 로저 라브릭        | 부가티 타입 50S      | 5.0    | 73  | DNF          | DNF          |
| 1935  | 로저 라브릭 (개인 참가자)         | 로저 라브릭        | 부가티 타입 50S      | 5.0    | 116 | DNF          | DNF          |
| 1937  | 로저 라브릭 (개인 참가자)         | 로저 라브릭        | 부가티 타입 57G Tank | 5.0    | 130 | DNF          | DNF          |
| 1939  | 장피에르 위미유 (개인 참가자)     | 장피에르 위미유    | 부가티 타입 57C Tank | 8.0    | 249 | 1위          | 1위          |
| 1949  | 아메데 고르디니 오토모빌 고르디니 | 호세 스카론        | 심카-고르디니 T8     | S1.1   | 88  | DNF (변속기) | DNF (변속기) |
| 1950  | 마뉘팍튀르 다름 드 파리           | 페르낭 라쿠르      | M.A.P. 디젤          | S5.0   | 39  | DNF (과열)   | DNF (과열)   |
| 1951  | 에키프 고르디니                   | 조르주 모네레      | 고르디니 T15S        | S1.5   | 130 | DNF (엔진)   | DNF (엔진)   |
| 1952  | 도널드 힐리 모터 컴퍼니           | 이브 지로-카방투스 | 내쉬-힐리            | S5.0   | ?   | DNF (엔진)   | DNF (엔진)   |
| 1953  | 내쉬-힐리 인크.                   | 이브 지로-카방투스 | 내쉬-힐리 스포츠     | S5.0   | 9   | DNF (엔진)   | DNF (엔진)   |
| 출처: |                                   |                    |                      |        |     |              |              |